# Punucapa
Punucapa är en by i Región de Los Ríos, Chile. Den ligger i mellansödra Chile bara några kilometer från Stilla havet. Byn är av indianskt ursprung. Den är känd för den chicha som produceras där.